# Municipio de Centre (condado de Berks)
El municipio de Centre (en inglés: Centre Township) es un municipio ubicado en el condado de Berks en el estado estadounidense de Pensilvania. En el año 2000 tenía una población de 3.631 habitantes y una densidad poblacional de 65.5 personas por km².

## Geografía
El municipio de Centre se encuentra ubicado en las coordenadas 40°30′06″N 76°00′59″O / 40.50167, -76.01639.

## Demografía
Según la Oficina del Censo en 2000 los ingresos medios por hogar en la localidad eran de $51,698 y los ingresos medios por familia eran $58,056. Los hombres tenían unos ingresos medios de $36,972 frente a los $25,701 para las mujeres. La renta per cápita para la localidad era de $20,718. Alrededor del 5,6% de la población estaban por debajo del umbral de pobreza.